# Casper Wrede (regissör)
Casper Gustaf Kenneth Wrede af Elimä, född 8 februari 1929 i Viborg, Finland, död 25 september 1998 i Helsingfors, var en finländsk teater- och filmregissör.

## Biografi
Casper Wrede kom från en adlig finsk familj av tyskt ursprung, som ägde stora egendomar främst i östra Finland mellan 1600- och 1800-talen, och hade adlats till baroner 1652 av drottning Kristina.
År 1951 lämnade Wrede Finland och skrev in sig på Old Vic Theatre School i London som drevs av den franske regissören Michel Saint-Denis. Han blev mycket influerad av Saint-Denis och dennes idéer hade en stor inverkan på de teatersällskap som Wrede bidrog till att etablera. År 1956 deltog han i inrättandet av Piccolo Theatre Company i Chorlton-cum-Hardy, Manchester (som dock endast överlevde ett år) och 1959 grundade han 59 Theatre Company, baserat på Lyric Theatre (Hammersmith). Michael Elliott utsågs till biträdande konstnärlig ledare och även om kortlivat, uppnådde företaget stora framgångar med produktioner av Brand, Little Eyolf och Dantons Death. Under denna tid regisserade Wrede också både uruppförandet av Alun Owens pjäs The Rough and Ready Lot och dess TV-version 1959. Wrede och Elliott fortsatte med att sätta upp en säsong av pjäser på Old Vic 1961.
Samtidigt med sitt teaterarbete på 1950-talet, regisserade Wrede ett antal pjäser för TV inklusive episoder av ITV Television Playhouse och ITV Play of the Week. Han började också regissera filmer, vilket han fortsatte med att göra under 1960-talet, bland annat en filmatisering av Alexander Solsjenitsyns En dag i Ivan Denisovitjs liv med Tom Courtenay.
År 1967 enades Wrede och Michael Elliott om att regissera produktioner för Braham Murrays Century Theatre vid Manchester University och 1968 sattes tre av dem upp på 69 Theatre Company, också den vid universitetet, där de sedan producerade pjäser till 1972. Gruppen började leta efter en permanent teaterlokal i Manchester och fick sällskap av Richard Negri, en kollega och vän till Wrede sedan Old Vic School, för att utforma den nya teatern, och skådespelaren James Maxwell, och 1973 installerades en tillfällig teater i ett tält i nedlagda Royal Exchange i Manchester. Framgången med tältet ledde till beslutet att bygga den nya teatern inuti Royal Exchange. Wrede regisserade en av de två öppningsproduktioner i september 1976, The Prince of Homburg. Han fortsatte med att leda över 20 produktioner under de närmaste 15 åren. Han avgick från företaget 1990 och så småningom flyttade tillbaka till Finland med sin andra hustru, Karen Bang, en vän sedan barndomen.